# Тлемсани, Джамель
Джамель Тлемсани (араб. جمال تلمسانی‎; фр. Djamel Tlemçani; 16 апреля 1955, Медеа, Алжир) — алжирский футболист, выступавший на позиции полузащитника за сборную Алжира и целый ряд клубов.

## Клубная карьера
Начал карьеру футболиста на родине в клубе «Белуиздад», с которым по итогам сезона 1977/78 стал обладателем Кубка Алжира.
В 1979 году перешёл в французский «Реймс» из 2-го дивизиона, в котором провёл три сезона и принял участие в 75 матчах чемпионата. Большую часть времени, проведённого в составе «Реймса», был основным игроком и одним из главных бомбардиров команды, имея среднюю результативность на уровне 0,41 гола за игру первенства.
С 1979 года играл за французские клубы высшей лиги: «Руан» и «Тулон», а в сезоне 1985/86 выступал за швейцарский «Ла-Шо-де-Фон».
В дальнейшем играл за французские клубы низшей лиги: «Кемпер», «Ренн», «Вилькрен» и «Лорьян». Выступлениями за последний клуб Джамель завершил профессиональную карьеру футболиста в 1990 году.

## Карьера в сборной
В составе национальной сборной Алжира был участником чемпионата мира 1982 года в Испании. Также в её составе стал полуфиналистом Кубка африканских наций 1982 года.

## Достижения
- Обладатель Кубка Алжира: 1977, 1978